# Großer Preis der Türkei
Der Große Preis der Türkei ist der Name eines Formel-1-Rennens.
Dieser Grand Prix wurde erstmals in der Formel-1-Weltmeisterschaft 2005 ausgetragen. Veranstaltungsort war der Istanbul Park Circuit im asiatischen Teil Istanbuls, im Stadtteil Kurtköy in der Türkei. Rekordsieger ist mit drei Siegen Felipe Massa.
Von 2012 bis 2019 fand der Große Preis der Türkei nicht statt.
Nachdem 2020 aufgrund der COVID-19-Pandemie einige Rennen abgesagt wurden, die durch Grands Prix ersetzt wurden, welche nicht im ursprünglichen Kalender standen, gab der Türkei-GP nach neun Jahren sein Comeback. Im ursprünglichen Rennkalender 2021 war der GP erneut nicht aufgeführt, nach Absage des Großen Preises von Kanada wurde der Große Preis der Türkei jedoch als Ersatzaustragung bekannt gegeben. Am 14. Mai 2021 wurde der Große Preis der Türkei zunächst ebenfalls abgesagt, wurde allerdings am 25. Juni 2021 als Ersatz für den seinerseits abgesagten Großen Preis von Singapur bekanntgegeben.

## Ergebnisse
| Auflage | Jahr          | Strecke                      | Sieger                              | Zweiter                                  | Dritter                               | Pole-Position                            | Schnellste Runde                      |                              |
| ------- | ------------- | ---------------------------- | ----------------------------------- | ---------------------------------------- | ------------------------------------- | ---------------------------------------- | ------------------------------------- | ---------------------------- |
| 1       | 2005          | Istanbul                     | Kimi Räikkönen (McLaren-Mercedes)   | Fernando Alonso (Renault)                | Juan Pablo Montoya (McLaren-Mercedes) | Kimi Räikkönen (McLaren-Mercedes)        | Juan Pablo Montoya (McLaren-Mercedes) |                              |
| 2       | 2006          | Istanbul                     | Felipe Massa (Ferrari)              | Fernando Alonso (Renault)                | Michael Schumacher (Ferrari)          | Felipe Massa (Ferrari)                   | Michael Schumacher (Ferrari)          |                              |
| 3       | 2007          | Istanbul                     | Felipe Massa (Ferrari)              | Kimi Räikkönen (Ferrari)                 | Fernando Alonso (McLaren-Mercedes)    | Felipe Massa (Ferrari)                   | Kimi Räikkönen (Ferrari)              |                              |
| 4       | 2008          | Istanbul                     | Felipe Massa (Ferrari)              | Lewis Hamilton (McLaren-Mercedes)        | Kimi Räikkönen (Ferrari)              | Felipe Massa (Ferrari)                   | Kimi Räikkönen (Ferrari)              |                              |
| 5       | 2009          | Istanbul                     | Jenson Button (Brawn-Mercedes)      | Mark Webber (Red Bull-Renault)           | Sebastian Vettel (Red Bull-Renault)   | Sebastian Vettel (Red Bull-Renault)      | Jenson Button (Brawn-Mercedes)        |                              |
| 6       | 2010          | Istanbul                     | Lewis Hamilton (McLaren-Mercedes)   | Jenson Button (McLaren-Mercedes)         | Mark Webber (Red Bull-Renault)        | Mark Webber (Red Bull-Renault)           | Witali Petrow (Renault)               |                              |
| 7       | 2011          | Istanbul                     | Sebastian Vettel (Red Bull-Renault) | Mark Webber (Red Bull-Renault)           | Fernando Alonso (Ferrari)             | Sebastian Vettel (Red Bull-Renault)      | Mark Webber (Red Bull-Renault)        |                              |
|         | 2012 bis 2019 | kein Großer Preis der Türkei | kein Großer Preis der Türkei        | kein Großer Preis der Türkei             | kein Großer Preis der Türkei          | kein Großer Preis der Türkei             | kein Großer Preis der Türkei          | kein Großer Preis der Türkei |
| 8       | 2020          | Istanbul                     | Lewis Hamilton (Mercedes)           | Sergio Pérez (Racing Point-BWT Mercedes) | Sebastian Vettel (Ferrari)            | Lance Stroll (Racing Point-BWT Mercedes) | Lando Norris (McLaren-Renault)        |                              |
| 9       | 2021          | Istanbul                     | Valtteri Bottas (Mercedes)          | Max Verstappen (Red Bull-Honda)          | Sergio Pérez (Red Bull-Honda)         | Valtteri Bottas (Mercedes)               | Valtteri Bottas (Mercedes)            |                              |